# زيمران كلوتي
زيمران كلوتي (بالإنجليزية: Zimran Clottey)‏ هو ممثل وكاتب وموسيقي ومخرج أفلام ومعلم غاني. يُعرف زيمران في غانا باسمِ ألوتا وهو اسمُ الشخصيّة التي جسَّدها في المسلسل التلفزيوني أشياء نفعلها من أجل الحب (بالإنجليزية: Things We Do for Love)‏.

## الحياة المُبكّرة والتعليم
درس زيمران كلوتي في مدرسة الملك الدوليّة (بالإنجليزية: The King International School)‏ ثم انتقل إلى مدرسة أشيموتا في وقتٍ لاحقٍ.

## المسيرة المهنيّة
بدأ زيمران كلوتي التمثيل في سن السادسة في برنامجٍ خاصٍ بالأطفال كان يُعرض على على هيئة الإذاعة الغانيّة (بالإنجليزية: Ghana Broadcasting Corporation)‏ من تقديمِ الراحلة تينا موسى في فترة الثمانينيات. أصبحَ زيمران في وقتٍ ما عضوًا في نادي الدراما (بالإنجليزية: drama club)‏ في مدرسة أشيموتا، ثمّ قدَّمَ برنامج بوب بوكس (بالإنجليزية: Pop Box)‏ وهو برنامج تلفزيوني كان يُعرض على تلفزيون غانا.

## قائمة أعماله
هذه قائمةٌ بأبرز الأعمال التي ظهر فيها زيمران كلوتي:
- أشياء نقوم بها من أجل الحبّ (بالإنجليزية: Things we do for love)‏[10]
- رقم 10 كوتوكرابا كلوز (بالإنجليزية: Number 10 Kotokraba Close)‏[11]
- حفلة المنزل (بالإنجليزية: The house party)‏[2]
- أكوشيكا (بالإنجليزية: Akushika)‏[3]
- مدينة النفط (بالإنجليزية: The Oil Citu)‏[12]